# جوزيف إدوارد غالو
جوزيف إدوارد غالو (بالإنجليزية: Joseph Edward Gallo)‏ هو شخصية أعمال أمريكي، ولد في 11 سبتمبر 1919 في أنتيوك في الولايات المتحدة، وتوفي في 17 فبراير 2007 في ليفينغستون في الولايات المتحدة.